# Солдат (персонаж)
Солдат (Служивый) — положительный герой русских народных сказок. Он храбрый, умный, смелый, «ни в огне не горит, ни в воде не тонет, ни черта не боится, ни покойников». В его образе собраны все лучшие черты народа. Обычно солдатам — главным героям сказок — всё легко дается, без особых проблем они делают карьеру в другом королевстве, получают богатство, обманывают сатану и саму смерть, отгадывают сложнейшие загадки. Обычно героями «солдатских сказок» являются  отставные солдаты. Удачливый солдат в роли героя более характерен для новеллистической сказки.

## Сюжеты
Обычно сказка начинается с того, что солдат прекращает свою службу в связи с побывкой, отставкой или дезертирством. Служба солдата царю в сказках обычно сводится к стоянию на часах. Прямым начальником солдата оказывается генерал. Формирование, в котором служит солдат называется либо полком, либо ротой. В случае непослушания солдат бьют палками (в России практиковалось для нерадивых солдат в 1701 — 1864 годах). По пути домой он заходит в кабак (где выпивает чарку водки), останавливается на ночлег, где сталкивается с нечистой силой (чёрт) и вступает с ней в поединок. Заменой ночлега может быть квартирование в походе или работа на барина (помещика) в качестве батрака после отставки. В сказке часто упоминается, что солдат служил 25 лет и заработал синий билет. Иногда упоминается имя солдата — Андрей, Иван.
Часто солдат побеждает противника с помощью хитрости и смекалки. Случается, что поединок приобретает форму игры в карты, где на кон ставится душа солдата. Иногда хитрость солдата проявляется и без присутствия нечистой силы (Каша из топора).
Также существует сюжет о путешествии солдата на «тот свет». Поднявшись на лестнице, он оказывается в раю, но привратники Святые Петр и Павел его отправляют обратно. В Аду он встречает бесов.
Солдат одет в мундир (шинель), фуражку и сапоги. За плечами у него ранец. Вооружён он ружьём (иногда) и тесаком. Солдат имеет крученые усы и курит трубку. Едой ему служат сухари.
В мировой литературе существует аналог (прототип?) сказки про солдата — «Огниво» (дат. Fyrtøiet, Ханс Кристиан Андерсен, 1835 год)
Для обозначения русского солдата в разговорном украинском языке применяется слово "москаль", имеющее ироничный оттенок.